# Liste von Personen des Daoismus
Die Liste der Personen des Daoismus bietet eine Aufzählung von für den Daoismus bedeutenden Persönlichkeiten. Ihr Schwerpunkt liegt auf chinesischen Meistern und Philosophen.
Zu den bedeutendsten Meistern des Daoismus zählen Laozi 老子 (Li Dan 李聃, Li Er 李耳), Zhuangzi 莊子 (Zhuang Zhou 莊周) und Liezi 列子 (Lie Yukou 列御寇).
Die folgende Übersicht ist chronologisch sortiert.

## Übersicht
(Pinyin, Langzeichen/Kurzzeichen)
- Liezi 老子 / 老子
- Zhang Daoling 張道陵 / 张道陵
- Zhang Jiao 張角 / 张角
- Zhang Lu 張魯 / 张鲁
- Wei Boyang 魏伯陽 / 魏伯阳
- Ge Xuan 葛玄 / 葛玄
- Xu Xun 許遜 / 许逊
- Wei Huacun 魏華存 / 魏华存
- Hu Qiu 狐丘 / 狐丘
- Ge Hong 葛洪 / 葛洪
- Sun En 孫恩 / 孙恩
- Kou Qianzhi 寇謙之 / 寇谦之
- Lu Xiujing 陸修靜 / 陆修静
- Gu Huan 顧歡 / 顾欢
- Tao Hongjing 陶弘景 / 陶弘景
- Meng Jingyi 孟景翼 / 孟景翼
- Meng Zhizhou 孟智周 / 孟智周
- Wang Yuanzhi 王遠知 / 王远知
- Sun Simiao 孫思邈 / 孙思邈
- Cheng Xuanying 成玄英 / 成玄英
- Li Rong 李榮 / 李荣
- Wang Xuanlan 王玄覽 / 王玄览
- Pan Shizheng 潘師正 / 潘师正
- Ye Fashan 葉法善 / 叶法善
- Sima Chengzhen 司馬承禎 / 司马承祯
- Zhang Wanfu 張萬福 / 张万福
- Li Hanguang 李含光 / 李含光
- Wu Yun 吳筠 / 吴筠
- Xue Youxi 薛幽犧 / 薛幽牺
- Li Quan 李筌 / 李筌
- Zhan Guizhen 趙歸真 / 赵归真
- Gu Guangting 杜光庭 / 杜光庭
- Peng Xiao 彭曉 / 彭晓
- Tan Qiao 譚峭 / 谭峭
- Lüqiu Wanyuan 閭丘方遠 / 闾丘方远
- Nie Shidao 聶師道 / 聂师道
- Lü Yan 呂岩 / 吕岩
- Chen Tuan 陳摶 / 陈抟
- Shi Jianwu 施肩吾 / 施肩吾
- Zhang Boduan 張伯端 / 张伯端
- Zhang Wumeng 張無夢 / 张无梦
- Chen Jingyuan 陳景元 / 陈景元
- Liu Hunkang 劉混康 / 刘混康
- Jia Shanxiang 賈善翔 / 贾善翔
- Zhang Jixian 張繼先 / 张继先
- Lin Lingsu 林靈素 / 林灵素
- Wang Wenqing 王文卿 / 王文卿
- Zeng Zao 曾慥 / 曾慥
- Ning Quanzhen 寧全真 / 宁全真
- Wang Zhe王嚞 / 王嚞
- Liu Deren 劉德仁 / 刘德仁
- Xiao Baozhen 蕭抱珍 / 萧抱珍
- Xie Shouhao 謝守灝 / 谢守灏
- Qiu Chuji 邱處機 / 邱处机
- Yin Zhiping 尹志平 / 尹志平
- Li Zhichang 李志常 / 李志常
- Bai Yuchan 白玉蟾 / 白玉蟾
- Lei Shizhong 雷時中 / 雷时中
- Huang Shunshen 黄舜申 / 黄舜申
- Mo Yueding 莫月鼎 / 莫月鼎
- Yu Yan 俞琰 / 俞琰
- Lei Siqi 雷思齊 / 雷思齐
- Du Daojian 杜道堅 / 杜道坚
- Li Daochun 李道純 / 李道纯
- Lin Lingzheng 林靈真 / 林灵真
- Zhang Liusun 張留孫 / 张留孙
- Liu Yu 劉玉 / 刘玉
- Wu Quanjie 吳全節 / 吴全节
- Huang Yuanji 黄元吉 / 黄元吉
- Jin Zhiyang 金志揚 / 金志扬
- Zhang Yu 張雨 / 张雨
- Chen Zhixu 陳致虛 / 陈致虚
- Zhao Yizhen 趙宜真 / 赵宜真
- Zhang Sanfeng 張三豐 / 张三丰
- Leng Qian 冷謙 / 冷谦
- Liu Yuanran 劉淵然 / 刘渊然
- Zhang Yuchu 張宇初 / 张宇初
- Shao Yizheng 邵以正 / 邵以正
- Shao Yuanjie 邵元節 / 邵元节
- Tao Zhongwen 陶仲文 / 陶仲文
- Lu Xixing 陸西星 / 陆西星
- Zhuo Wanchun 卓晚春 / 卓晚春
- Wu Shouyang 伍守陽 / 伍守阳
- Wang Changyue 王常月 / 王常月
- Zhang Qingye 張清夜 / 张清夜
- Lou Jinyuan 婁近垣 / 娄近垣
- Liu Yiming 劉一明 / 刘一明
- Min Yide 閔一得 / 闵一得
- Li Xiyue 李西月 / 李西月
- Chen Yingning 陳攖寧 / 陈撄宁
- Yi Xinying 易心瑩 / 易心莹